# Kliše
Klišé, iz francoskega cliché, v sodobni rabi označuje trditev, besedno zvezo, izraz ali misel, ki je zaradi pogostosti rabe izgubila izrazno moč. Oznaka kliše ima negativen prizvok, temelji na osebnem dojemanju in je pogojena s kontekstom.
Oznaka kliše se lahko nanaša tudi na vsa druga izrazna sredstva (slike, znake, zvoke) ali dogodke.

## Druga uporaba
Kliše je v starejših tiskarskih tehnikah označeval odlitek črk ali slik, pripravljen za tiskanje. V sodobnih tiskarskih tehnikah pa je kliše tiskovna forma, ki se uporablja v tehnikah visokega reliefnega tiska.